# Harry Andrews
Harry Andrews (Tonbridge, Kent, Egyesült Királyság, 1911. november 10. – Salehurst, Sussex, 1989. március 6.) angol színész.

## Élete és pályafutása
Színjátszó volt, majd 1933-tól a Liverpool Playhouse társulatának tagja lett. 1935-ben Londonba került a St. James Theatre-be. John Gielgud társulatával New Yorkban járt, s 1937-1938 között ugyanitt a II. Richardban és A velencei kalmárban aratott sikert. 1939–1945 között a tüzérségnél szolgált. Leszerelése után visszatért a színpadra, mint az Old Vic művésze. 1946-ban ismét New Yorkban vendégszerepelt, majd abban az évben az Old Vicnél újabb hálás szerepek várták. 1949-ben átszerződött a Stratford-upon-Avon-i Memorial Theatre-hez. 1951 végén Sir Laurence Olivier társulatával újra New Yorkban aratott sikert. 1953-ban ismét Stratford volt az állomáshelye. 1953-ban filmezett először.

## Színházi szerepei
- William Shakespeare: Rómeó és Júlia … Tybalt
- William Shakespeare: Hamlet … Horatio
- William Shakespeare: Szentivánéji álom … Demetrius; Theseus
- William Shakespeare: Troilus és Cressida … Diomedes
- William Shakespeare: IV. Henrik … Sir Walter Blunt; Scroop
- Szophoklész: Antigoné … Kreón
- William Shakespeare: Macbeth … Macduff
- William Shakespeare: Sok hűhó semmiért … Don Pedro
- William Shakespeare: VIII. Henrik … Wolsey kardinális